# Komm zur Ruhr

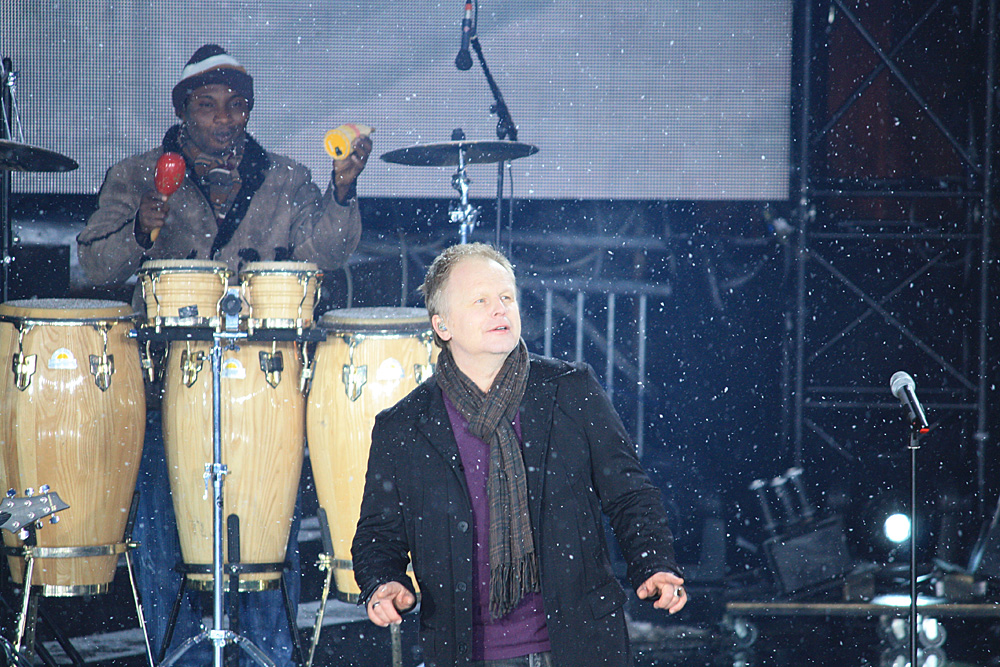
Herbert Grönemeyer live, Veröffentlichungsjahr des Liedes 2010

Komm zur Ruhr ist ein Lied des deutschen Rockmusikers Herbert Grönemeyer. Es wurde am 9. Januar 2010 zur Eröffnungsfeier der Europäischen Kulturhauptstadt RUHR.2010 in Essen auf der Zeche Zollverein vorgestellt. Dabei handelt es sich um eine Auftragsarbeit. Produzenten waren Herbert Grönemeyer und Alex Silva unter dem Label Grönland/EMI. Die Streicherarrangements stammen von Nick Ingman.

## Inhalt
Im Wesentlichen werden in dem über sechs Minuten langen Song die Menschen des Ruhrgebiets mit ihrer Sturheit, Direktheit und Offenheit, ihrer Loyalität und Zuverlässigkeit und auch ihrem trockenen Humor charakterisiert. Im weiteren Text die Integrationsfähigkeit, der Fußball oder das Wetter thematisiert.

## Rezeption
Der ARD-Intendant Fritz Pleitgen sagte zu dem Stück: „Es ist eine echte Revier-Hymne, die das Zeug hat, nach 25 Jahren »Bochum« als Erkennungslied des Ruhrgebiets abzulösen“.
In Weblogs wurden nach der Veröffentlichung diverse Abstimmungen über die alternativ beste Hymne für das Ruhrgebiet verfasst. Als liebevoll-leiser Gegenpol zu Grönemeyers „Revier-Hymne“ versteht sich das offene Musikvideo-Projekt „Glück auf, Ruhrgebiet“ des Spardosen-Terzett.
Komm zur Ruhr schaffte es auf Anhieb in die deutschen Single-Charts und stieg am 22. Januar 2010 auf Platz 7 der von Media Control ermittelten Single-Charts ein. Am selben Tag wurde auch die Single-CD Komm zur Ruhr veröffentlicht (EMI/Grönland), die neben der normalen Version auch eine Radio-Version des Titellieds enthält.